# Equacions de Cauchy-Riemann

Una representació visual d'un vector X en un domini que es multiplica per un nombre complex z, després es mapeja per f, en comparació amb f després es multiplica després per z. Si tots dos donen com a resultat que el punt acabi al mateix lloc per a totes les X i z, aleshores f compleix la condició de Cauchy-Riemann.

En anàlisi complexa, les equacions de Cauchy-Riemann caracteritzen les funcions d'una variable complexa diferenciables en sentit complex entre les funcions diferenciables en sentit real: són condicions necessàries i suficients relatives a les derivades parcials d'una funció diferenciable en sentit real perquè sigui diferenciable en sentit complex.
Considerem aquí una funció {\displaystyle \ f:U\to \mathbb {C} } d'una variable complexa, definida en un obert U de {\displaystyle \mathbb {C} }. Emprem les notacions següents:
- la variable complexa {\displaystyle \ z} es nota per {\displaystyle \ x+i\,y}, on x, y són reals
- les parts real i imaginària de {\displaystyle \ f(z)=f(x+i\,y)} es noten respectivament per {\displaystyle \ P(x,y)} i {\displaystyle \ Q(x,y)}, és a dir: {\displaystyle \ f(z)=P(x,y)+i\,Q(x,y)}, on {\displaystyle \ P,\,Q} són dues funcions reals de dues variables reals.

Les equacions de Cauchy-Riemann en {\displaystyle \ z_{0}=x_{0}+i\,y_{0}} es poden escriure sota les formes equivalents següents:
- {\displaystyle {\frac {\partial f}{\partial y}}(z_{0})=i\,{\frac {\partial f}{\partial x}}(z_{0})}
- {\displaystyle {\frac {\partial P}{\partial x}}(x_{0},y_{0})={\frac {\partial Q}{\partial y}}(x_{0},y_{0})} i {\displaystyle {\frac {\partial P}{\partial y}}(x_{0},y_{0})=-{\frac {\partial Q}{\partial x}}(x_{0},y_{0})}
- {\displaystyle {\frac {\partial f}{\partial {\bar {z}}}}(z_{0})=0}

Reben el nom de Augustin Louis Cauchy i Bernhard Riemann, que van ser els primers en estudiar-les i definir-les com un objecte matemàtic "per se", creant a partir d'aquestes la branca de l'anàlisi complexa. També es poden anomenar condicions de Cauchy-Riemann o sistema de Cauchy-Riemann, i l'operador diferencial parcial que apareix a l'esquerra d'aquestes equacions sovint s'anomena operador de Cauchy-Riemann. Tot i això, la primera introducció i ús de les equacions s'atribueix a Jean le Rond d'Alembert l'any 1752, al seu treball sobre hidrodinàmica, les quals van suposar un gran avanç en aquest camp, com es pot apreciar en treballs posteriors com els de Horace Lamb.

## Funcions d'una variable complexa diferenciables en sentit complex

### Definició
Diem que la funció {\displaystyle f:U\to \mathbb {C} } és diferenciable en sentit complex, o {\displaystyle \mathbb {C} }-diferenciable (o derivable) en un punt {\displaystyle \ z_{0}\in U} si existeix el límit (finit) {\displaystyle f'(z_{0})=\lim _{h\to 0,\,h\,\in \,\mathbb {C} ^{*}}{\frac {f(z_{0}+h)-f(z_{0})}{h}}}, anomenat derivada de f en {\displaystyle z_{0}}.
Fixem-nos que aquesta condició de {\displaystyle \mathbb {C} }-diferenciabilitat per a funcions de variable complexa és molt més restrictiva que l'equivalent per a funcions de variable real. L'origen d'això es troba en el fet que per a funcions de variable real per a la diferenciabilitat en un punt només cal exigir que existeixin i siguin iguals els límits per la dreta i per l'esquerra quan els increments Δx tendeixen a zero, ja que són les dues úniques possibilitats d'aproximar-se al punt. En canvi, en el pla complex hi ha infinites possibilitats (infinits camins) per aproximar-se a un punt determinat.

### Un cas important
Es diu que una funció és holomorfa en un obert de {\displaystyle \mathbb {C} } si és {\displaystyle \mathbb {C} }-diferenciable en tot punt d'aquell obert.

## Caracterització de les funcions diferenciables en sentit complex

### Teorema
- Les funcions {\displaystyle \mathbb {C} }-diferenciables en un punt {\displaystyle \ z_{0}=x_{0}+i\,y_{0}\in U} (on {\displaystyle \ x_{0},\,y_{0}} són reals) son aquelles funcions
  - diferenciables en sentit real en {\displaystyle \ z_{0}}
  - i que, a més a més, compleixen les equacions de Cauchy-Riemann en {\displaystyle \ z_{0}}. Aquestes equacions es poden escriure sota les formes equivalents següents:
    - {\displaystyle {\frac {\partial f}{\partial y}}(z_{0})=i\,{\frac {\partial f}{\partial x}}(z_{0})}
    - {\displaystyle {\frac {\partial P}{\partial x}}(x_{0},y_{0})={\frac {\partial Q}{\partial y}}(x_{0},y_{0})} i {\displaystyle {\frac {\partial P}{\partial y}}(x_{0},y_{0})=-{\frac {\partial Q}{\partial x}}(x_{0},y_{0})}
    - {\displaystyle {\frac {\partial f}{\partial {\bar {z}}}}(z_{0})=0}
- En aquest cas:
  - la diferencial de {\displaystyle \ f} al punt {\displaystyle \ z_{0}} és l'aplicació {\displaystyle \ df_{z_{0}}:\mathbb {C} \to \mathbb {C} ,h\mapsto f'(z_{0})\,h}
  - {\displaystyle \ f'(z_{0})={\frac {\partial f}{\partial x}}(z_{0})=-i\,{\frac {\partial f}{\partial y}}(z_{0})={\frac {\partial f}{\partial z}}(z_{0})}

### Un cas important
La caracterització següent de les funcions holomorfes és una conseqüència immediata del teorema precedent, aplicat en cada punt.
Teorema: una funció {\displaystyle \ f:U\to \mathbb {C} } és holomorfa en l'obert U de {\displaystyle \mathbb {C} } si i només si:
1. és diferenciable en sentit real en tot punt de U,
2. i compleix les equacions de Cauchy-Riemann en tot punt de U

### Exemples
- La funció {\displaystyle f:\mathbb {C} \to \mathbb {C} ,z\mapsto {\bar {z}}} és (almenys) de classe {\displaystyle \ C^{1}} en {\displaystyle \mathbb {C} }, per tant hi és {\displaystyle \mathbb {R} }-diferenciable; però no és {\displaystyle \mathbb {C} }-diferenciable en cap punt, perquè no compleix les equacions de Cauchy-Riemann en cap punt. En efecte, com que {\displaystyle \ f(z)=x-\,i\,y}:
  - {\displaystyle \ {\frac {\partial f}{\partial x}}(z)=1}
  - {\displaystyle \ {\frac {\partial f}{\partial y}}(z)=-i}: per a tot {\displaystyle \ z\in \mathbb {C} }, {\displaystyle \ {\frac {\partial f}{\partial y}}(z)\neq i\ {\frac {\partial f}{\partial x}}(z)}.
- La funció {\displaystyle f:\mathbb {C} \to \mathbb {C} ,z\mapsto |z|^{2}} és (almenys) de classe {\displaystyle \ C^{1}} en {\displaystyle \mathbb {C} }, per tant hi és {\displaystyle \mathbb {R} }-diferenciable; és {\displaystyle \mathbb {C} }-diferenciable en 0 i només en aquest punt (no és holomorfa en cap obert: el conjunt {\displaystyle \ \{0\}} dels seus punts de {\displaystyle \mathbb {C} }-diferenciabilitat té interior buit).
- La funció {\displaystyle f:\mathbb {C} \to \mathbb {C} ,z\mapsto z^{2}} és holomorfa en {\displaystyle \mathbb {C} } i per a tot {\displaystyle \ z\in \mathbb {C} }, {\displaystyle \ f'(z)=2\,z}. En efecte, si {\displaystyle \ z_{0}\in \mathbb {C} } i {\displaystyle \ h\in \mathbb {C} ^{*}}, {\displaystyle {\frac {f(z_{0}+h)-f(z_{0})}{h}}=2\ z_{0}+h\to 2\,z_{0}} quan {\displaystyle \ h\to 0}. Es té {\displaystyle \ f(z)=x^{2}-y^{2}+2\,i\,x\,y}, per tant:
  - {\displaystyle \ {\frac {\partial f}{\partial x}}(z)=2\,x+2\,i\,y=2\,z}
  - {\displaystyle \ {\frac {\partial f}{\partial y}}(z)=-2\,y+2\,i\,x=2\,i\,z=i\ {\frac {\partial f}{\partial x}}(z)} (equacions de Cauchy-Riemann en z).

### Un exemple on les derivades parcials no són contínues
Se sap que tota funció holomorfa en un obert té derivades parcials contínues en aquest obert (això no forma part de la definició; la continuïtat de les derivades parcials i àdhuc el caràcter infinitament diferenciable de la funció és una conseqüència de la teoria de Cauchy). Tanmateix, és possible que una funció diferenciable compleixi les equacions de Cauchy-Riemann en un conjunt no obert (per exemple en un únic punt) i que les seves derivades parcials no siguin contínues.